# Polypedilum albicorne
Polypedilum albicorne är en tvåvingeart som först beskrevs av Johann Wilhelm Meigen 1838.  Polypedilum albicorne ingår i släktet Polypedilum och familjen fjädermyggor. Arten är reproducerande i Sverige. Inga underarter finns listade i Catalogue of Life.